# Historia del feminismo en México
La historia del feminismo en México.
El feminismo ha señalado la invisibilidad y la ausencia de las mujeres en el ámbito público, así como la explotación y discriminación que ha predominado; Desde su origen, este movimiento ha pasado por varias etapas y cambios, de pensamiento, demandas, objetivos así como de acciones, que se presentan aquí en orden cronológico.

## sigloXIX
Las historiadoras no se han puesto de acuerdo sobre el momento de despegue del feminismo en México, existen indicios de demandas desde la segunda mitad del siglo XIX que pueden ser considerados como antecedentes o como la primera ola del feminismo.
En la segunda mitad del siglo XIX se desarrolló un incipiente movimiento feminista en la península de Yucatán. La mayoría de las participantes eran maestras de primaria, quienes crearon una asociación, revista y escuela feminista llamada Siempre viva, iniciada por la maestra y poetisa Rita Cetina Gutiérrez, 
fundadora y directora de la escuela La Siempreviva, además fue directora del "Instituto Literario para Niñas", que fue la escuela para mujeres más importante de su época en Yucatán.
En 1884 Laureana Wright, periodista y escritora guerrerense, fundó Las hijas de la Anáhuac (Violetas del Anáhuac), primera revista feminista de México, sus artículos destacaban por promover el desarrollo cultural de la mujer mexicana, la abogacía de igualdad de derechos, sumado así que se hacía referencia a los avances logrados por las sufragistas en Estados Unidos.

## sigloXX

### Primera ola
A inicios del siglo XX, empezaron a surgir revistas y periódicos feministas. Entre ellos, La mujer mexicana (1901) en Morelia, Vésper en Guanajuato bajo la dirección de Juana Belén Gutiérrez. Además surgieron organizaciones feministas como la Sociedad Protectora de la Mujer (1904) en la Ciudad de México presidida por María Sandoval y Laura Méndez, por su parte, Laura N. Torres, Eulalia Guzmán, Hermila Galindo y Luz Vera fundaron la Sociedad Feminista Admiradoras de Juárez en la Ciudad de México, sumado a lo anterior, dicha sociedad desde 1906 demandó el derecho al voto femenino.

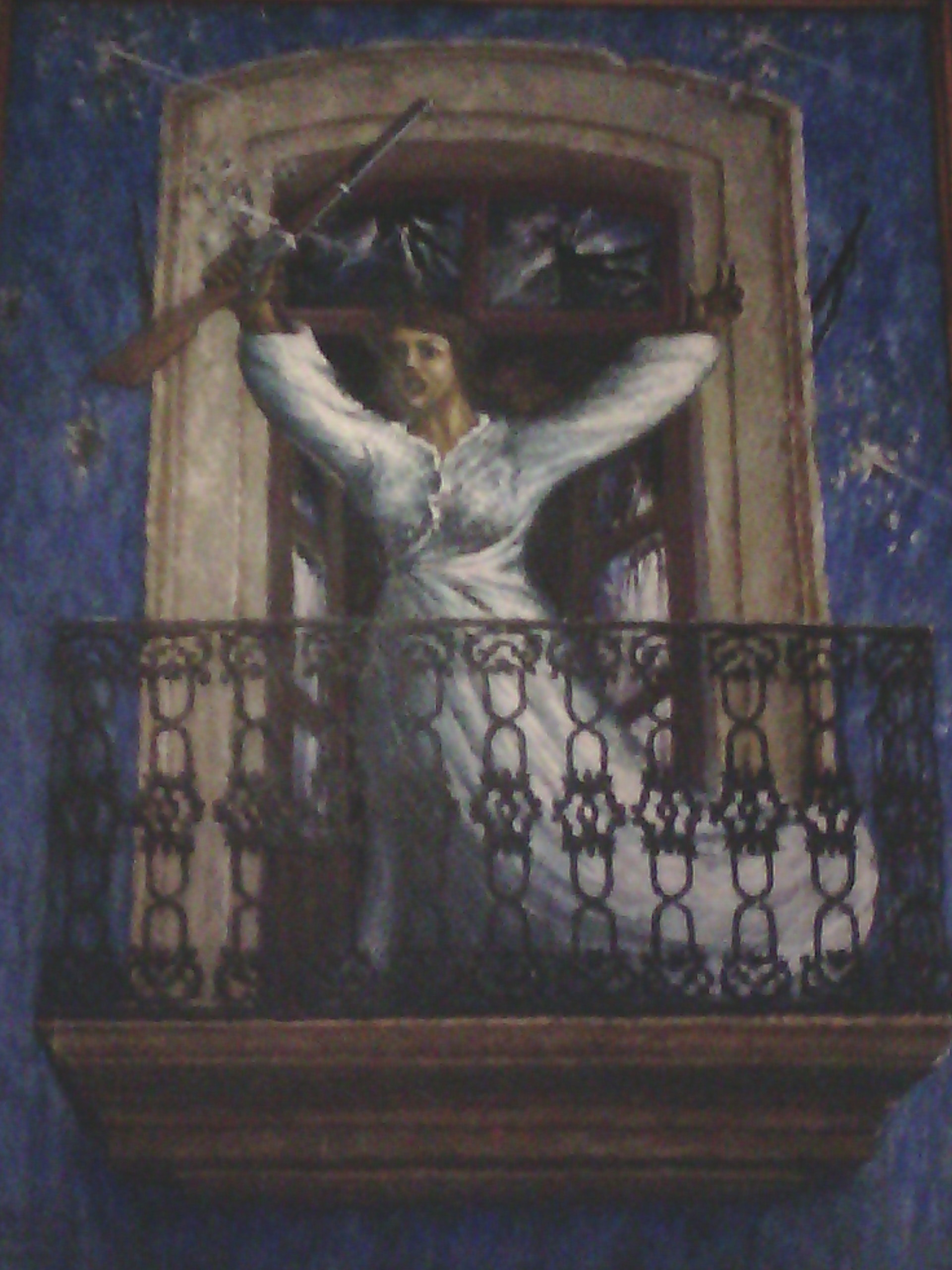
Pintura donde Carmen Serdán sale del balcón de su hogar para unirse a la lucha de la Revolución Mexicana.

Cabe señalar que antes de que aparecieran revistas feministas y se formaran clubes políticos revolucionarios, mujeres sin instrucción encabezaron movimientos sindicalistas desde el siglo XIX, como es el caso de las saraperas en Puebla o las cigarreras en la Ciudad de México.
En la Revolución Mexicana la participación de las mujeres se plasma con las soldaderas, así como también maestras y otras mujeres que tuvieron un activismo, como es el caso de Carmen Serdán, quien hizo proselitismo a favor del Partido Nacional Antirreeleccionista y Dolores Jiménez y Muro, la cual organizó una manifestación en contra de la última reelección de Díaz y fue redactora del Plan Revolucionario de Tacubaya de 1911.
Entre 1915 y 1919 comienza a gestarse un proyecto feminista en Mérida, Yucatán; mujeres que hacían propaganda al constitucionalismo crearon clubes feministas en distintas partes de la República Mexicana. Entre ellas se encontraban Hermila Galindo, Elena Torres, Elvia Carrillo Puerto, Rosa Torre González y Atala Apodaca.

#### Los congresos feministas de 1916
En 1916 se llevaron a cabo dos congresos feministas, ambos en Mérida, Yucatán y por la iniciativa del gobernador Salvador Alvarado. El primero tuvo lugar del 13 al 16 de enero de 1916, en el Teatro Peón Contreras, su organización estuvo a cargo de la profesora Consuelo Zavala.  La mayoría de las asistentes fueron profesoras yucatecas, 700 en el primer congreso y 250 en el segundo. Los temas que se abordaron en el Congreso –principales preocupaciones expresadas por el gobernador Salvador Alvarado– fueron: la secularización de la educación y la ciudadanía política de las mujeres. Durante los congresos hubo participantes con posturas de avanzada, moderadas y conservadoras. Entre las ponentes, cabe mencionar a Elvia Carrillo Puerto y Rosa Torre González que abordaron el tema del sufragio femenino.
Un tema polémico que causó indignación por parte de las participantes conservadoras –muchas maestras católicas– fue el de la sexualidad femenina, presentado por Hermila Galindo en su ponencia: “La mujer en el porvenir” quien mencionó que el instinto sexual forma parte del amor maternal y que en las escuelas secundarias debería haber cursos de anatomía y fisiología. 
Como menciona Martha Eva Rocha Islas "Al proponer que las ciencias naturales han demostrado la existencia del deseo y placer femenino, que las mujeres deberían ser educadas en el conocimiento de su cuerpo, y que debían regir una sola moral para ambos sexos, Hermila contravenía el discurso dominante que naturalizaba la desigualdad".
Respecto al voto de las mujeres, un grupo minoritario de 31 congresistas de avanzada lo demandaron a nivel municipal como primer paso, pero la propuesta fue rechazada y se impusieron las posturas moderada y conservadora. 
En el segundo congreso Hermila Galindo preparó una ponencia en defensa de lo que planteó en el primer congreso, presentó una posición igualitarista: "un alto ideal de libertad y progreso que, poniendo a la mujer al nivel del hombre, la comprenda no sólo nominalmente en la misma ilustración y justicia, sino que le otorgue los mismos derechos y las mismas prerrogativas que se conceden al sexo fuerte". La ponencia de Hermila provocó reacciones de la prensa que la calificaron de inmoral.
En estos primeros congresos feministas de principios de siglo XX las mujeres pudieron establecer un diálogo con el gobierno, debatir sus ideas y propuestas. Aunque sus peticiones innovadoras no prosperaron, descubrieron a mujeres de vanguardia que estaban luchando por la coeducación, la educación sexual y el sufragio femenino.
Posterior a la Revolución, surgió el Consejo Nacional para las Mujeres fundado por María del Refugio García, Juana Belem Gutiérrez, Elena Torres y Estela Carrasco, por mencionar algunas, las cuales tomaron un papel en la Revolución Mexicana como magonistas, anarquistas, socialistas y sufragistas. Como objetivo tenían abrir canales de participación para las mujeres al igual de luchar por su bienestar como del país, para ello como medio de difusión se fundó La Mujer en 1920.

#### Publicaciones feministas de la época

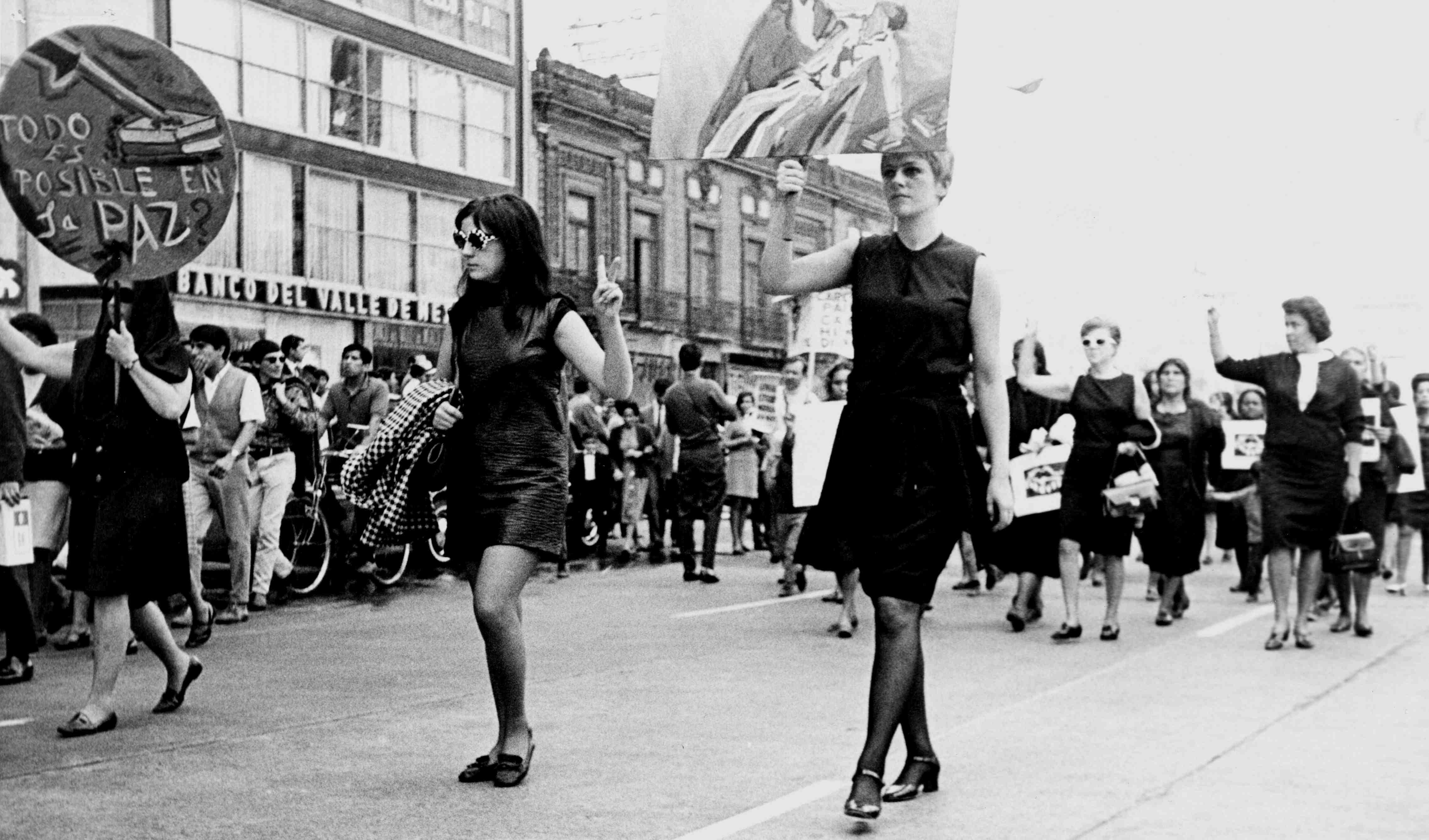
Mujeres durante una manifestación del Movimiento Estudiantil de 1968 en México

##### La Mujer Moderna
El semanario ilustrado La Mujer Moderna se publicó durante cuatro años, de 1915 a 1919, fue dirigido por Hermila Galindo.Sumado a ello, plasma el proyecto feminista inserto en el constitucionalismo al buscar una concretación. Como complemento en 1951 en diciembre se crearon grupos feministas en el IMSS, como fuente una carta del director al administrativo de la clínica 10 en Coruña 278 colonia viaducto del archivo único de la clínica 10 en el centro de documentación Ignacio García Téllez al donar la foto de Margarita Cisneros de Cadenas 
administrativa de la clínica 10, fallecida el 19 de septiembre de 1952.

### Segunda ola
El movimiento feminista mexicano llamado “nueva ola” o “segunda ola” comenzó en los años setenta, en un contexto social marcado por el movimiento estudiantil de 1968 y una fuerte represión por parte del Estado, el ingreso masivo de las mujeres a las universidades y al mercado laboral, y el desarrollo de métodos anticonceptivos baratos y accesibles.
El feminismo de la segunda ola estaba constituido por mujeres urbanas de clase media, universitarias, en su mayoría de la Ciudad de México, que cuestionaron las relaciones hombre-mujer, como señala la historiadora mexicana Ana Lau Jaiven: “se proponían mostrar y difundir los campos donde esta dominación es más patente: el hogar (la doble jornada de trabajo); el trabajo (remuneración menor); los medios de comunicación masiva (mujer objeto, consumista); la calle (la violencia sexual); la discriminación legal”. En este período se conformaron pequeños grupos feministas de autoconciencia para analizar las relaciones personales y el sexismo en la vida cotidiana: Mujeres en Acción Solidaria (MAS, 1971), Movimiento Nacional de Mujeres (MNM, 1972), Movimiento de Liberación de la Mujer (MLM, 1974), Colectivo La Revuelta (1975), Colectivo de Mujeres y Lucha Feminista (1978). Estos grupos reflexionaban sobre temas como la maternidad, la doble jornada de trabajo, la sexualidad, la subordinación, la discriminación, etc.; se caracterizaban por tener una concepción radical de la autonomía, rechazaban los liderazgos y se negaron a dialogar con el Estado y los partidos políticos. En opinión de Ana Lau, el movimiento feminista era disperso y con poca vinculación con el exterior.
Durante la década de los setenta hubo dos intentos de unidad del movimiento feminista, ninguno funcionó debido a las diferencias entre sus integrantes y a las pugnas internas. Sin embargo, se lograron establecer líneas de acción que aún tienen vigencia. En 1976 se creó la Coalición de Mujeres, se logró la interacción de varios grupos y se definieron las principales demandas feministas: la despenalización del aborto, la educación sexual, la lucha contra la violación y la protección de mujeres golpeadas, y el derecho a la libre opción sexual,es así que el paradigma empezó a cambiar, la violación y el acoso sexual comenzaron a considerarse como delitos graves. Posteriormente, en 1979 hubo un segundo intento de unidad con la conformación del Frente Nacional por la Liberación y los Derechos de la Mujer (FNALIDM). Se acordó un plan de acción con cuatro ejes: maternidad voluntaria, guarderías, campaña contra la violencia sexual en todas sus formas y los problemas de las trabajadoras discriminadas de la Ley Federal del Trabajo.
Del FNALIDM surgió el Grupo Autónomo de Mujeres Universitarias (GAMU), en 1979, conformado por universitarias de facultades como Psicología, Ciencias Políticas, Economía y Ciencias; el GAMU trabajó a favor de la despenalización del aborto y campañas de protección a las estudiantes debido a la frecuencia de los casos de violación en la Universidad Nacional Autónoma de México. Este grupo fue el primer impulso feminista dentro de la UNAM, Llegó atener hasta ochenta militantes activas y sentó un antecedente para la creación de un espacio académico feminista en la UNAM. En 1984 el GAMU organizó el Primer Foro Universitario de la Mujer en México.
A principios de los ochenta, hubo un tercer intento de unificación con la creación de la Red Nacional de Mujeres en 1982. La Red pretendía lograr el intercambio y la comunicación de las mujeres a nivel nacional; tuvo como metas lograr la integración de los grupos feministas y facilitar apoyo e información que los grupos requirieran.

#### Publicaciones feministas de la época

##### PeriódicoLa Revuelta
El periódico La Revuelta fue una publicación del Colectivo La Revuelta (creado en 1975). A pesar de las diferencias entre sus integrantes, siete mujeres decidieron crear el primer periódico feminista: La Revuelta, con el propósito de dar a conocer las ideas feministas. Editaron nueve números a través de los cuales abordaron temas como la violación, el aborto, la niñez de la mujer, la sexualidad, la maternidad, el trabajo doméstico, la prostitución y la familia.

##### Revista Fem. Publicación feminista trimestral
La revista Fem también comenzó a publicarse en 1976, creada por Nueva Cultura Feminista, A. C, existió durante 29 años, durante los cuales criticó el sexismo y además difundió obras literarias y artísticas de mujeres. Su objetivo era relacionar el activismo político feminista con un análisis fundamentado de la condición de las mujeres. Las primeras directoras de Fem fueron Margarita García Flores y Alaíde Foppa.

#### La década de 1980
Los ochenta giraron en torno a los derechos laborales de las mujeres en un nivel general, sectores populares, la tipificación de los delitos sexuales, la denuncia de violencia de género y la introducción de esta última en las políticas de atención a mujeres.
Los Encuentros Feministas Nacionales y los Encuentros Feministas Latinoamericanos y del Caribe comenzaron durante la década de 1980. Además, varias feministas participaron en las conferencias internacionales organizadas por la Organización de las Naciones Unidas. También fueron los años en que muchas militantes se incorporaron al sector público, a las universidades como docentes y a organizaciones no gubernamentales (ONG). Asimismo, fue una época de movimientos urbanos populares y de la participación de las mujeres campesinas, trabajadoras, sindicalistas y de los sectores populares en la vida política y social, el llamado movimiento amplio de mujeres.[cita requerida] En esta década, convivieron tres corrientes del movimiento feminista en México: las feministas históricas, las populares y las sociales.[cita requerida]
En cuanto a legislación, en 1982 el artículo 264 del Código Penal del Distrito Federal fue reformado para aumentar la pena al delito de violación (paso de cuatro a seis años).En 1984 se crearon diversas organizaciones feministas, como Foro Nacional de Mujeres, Mujeres de México, Unión Nacional de Mujeres Mexicanas, CIDAL y Madres Libertarias.
El terremoto que sacudió la Ciudad de México en 1985 fue un parteaguas para el movimiento, ya que a partir de este hecho las feministas se acercaron al movimiento popular de las mujeres, en particular a las mujeres trabajadoras, que había estado muy activo debido a la crisis económica y laboral que el país vivía. Por ejemplo, se creó el Comité Feminista de Solidaridad para apoyar a las costureras.[cita requerida]
La coyuntura electoral de 1988 también fue un hecho que movilizó a las mujeres. Fue un momento en que, después del proceso electoral que llevó a Carlos Salinas de Gortari a la presidencia de México, un amplio sector de la sociedad civil se movilizó para manifestar su descontento. Muchas feministas se sumaron, y se creó una agenda política con reivindicaciones de género y de defensa de los derechos humanos. Se formaron dos organizaciones que cohesionaron a diversas organizaciones integradas por mujeres: la Coordinadora Benita Galeana, que aglutinó a 33 organizaciones de mujeres urbanas, sindicales, de ONG y de partidos políticos, y Mujeres en Lucha por la Democracia, integrada por feministas académicas universitarias y de partidos políticos. Ésta se vinculó en 1989 al Partido de la Revolución Democrática, que aglutinó a organizaciones de izquierda y grupos de oposición.[cita requerida] Cabe mencionar que en 1989 se establecieron las primeras agencias especializadas en delitos sexuales por la Procuraduría de Justicia del Distrito Federal en las delegaciones Miguel Hidalgo, Coyoacán y Venustiano Carranza.

#### Década de 1990
En 1991, se conformó la Convención Nacional de Mujeres por la Democracia, integrada por 30 organizaciones de mujeres, con el objetivo de negociar con los partidos políticos y presentar candidatas al Congreso de la Unión.[cita requerida]
Los movimientos feministas, sobre todo en los años 90, han provocado que hombres y mujeres estén de acuerdo en que a nadie se le puede discriminar por razón de sexo; sin embargo, el movimiento feminista va más allá de esta idea, al contribuir con ideas y actitudes no solo de las mujeres sino de toda la sociedad, con respecto a las relaciones interpersonales, la igualdad y la equidad.[cita requerida]
A grandes rasgos la década de los 90 se enfocó en el ámbito público, la relación con la política institucional por medio de asumir la transversalidad de la problemática que rodea dicho ámbito, ya sea en todo el proceso de elaboración e implementación de políticas públicas dirigidas en la promoción y defensa de los derechos sexuales y reproductivos, la penalización de los delitos sexuales, así como también de políticas para la prevención y erradicación de la violencia contra las mujeres.

## sigloXXI

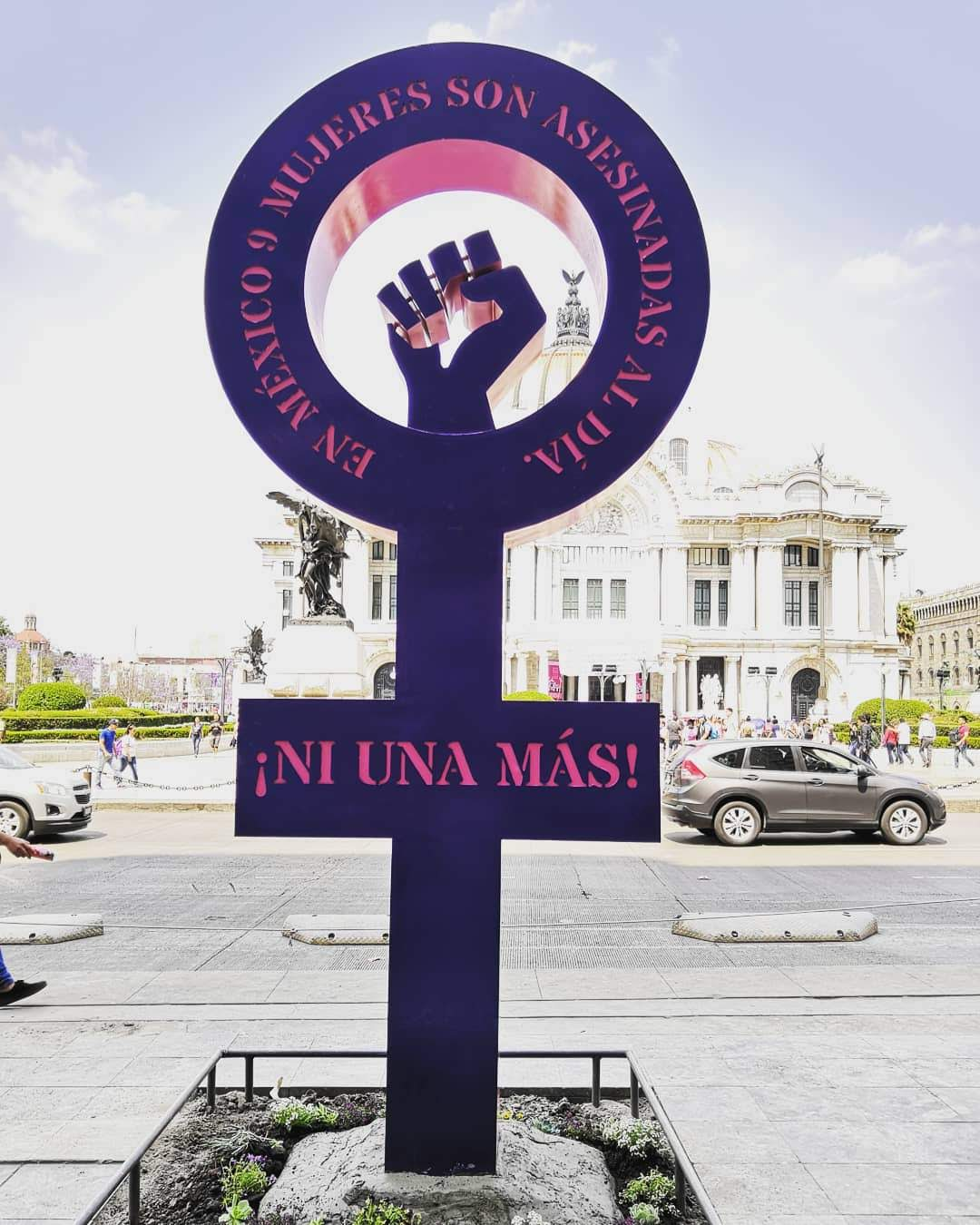
Antimonumenta en el Palacio de Bellas Artes de la Ciudad de México.

Desde sus inicios continúan presentes los temas que se planteaban en la década de los 90, a estos se le añaden distintas cuestiones como la lucha por la paridad de género en partidos políticos, instituciones y gobierno. A la par de la presencia de grandes retos como la igualdad de género en posiciones laborales haciendo un énfasis en cuanto a violencia de género se refiere. 
En los últimos años, el tema de la legalización del aborto ha generado debates y protestas. Inspiradas en el movimiento de pañuelos verdes en Argentina, las feministas mexicanas también han salido a las calles. El aumento de la violencia contra las mujeres ha llegado a tal punto que de 2016 a la fecha los feminicidios han incrementado 137% a nivel nacional, además que actualmente el promedio llega a 10 feminicidios por día A esto se le suma la ineficacia de la justicia en México provocada principalmente por la impunidad ante los delitos, la revictimización y la normalización de la situación a nivel gubernamental.
Cabe mencionar el protagonismo de los colectivos por medio de las crecientes movilizaciones en el espacio público (calles, plazas, universidades, medios masivos y redes sociales), encabezados principalmente por mujeres jóvenes. Sin embargo, el motor de las protestas, la indignación, ha sido blanco para distintas conductas institucionales en las que figuran la negación y la minimización de la problemática que desembocan en la criminalización de la protesta, esto a través de discursos, incluso discursos institucionales, en donde la indignación se retrata como una forma no racional, “emociones desbordados e incontrolables”, lo anterior con el objeto de debilitar la imagen del movimiento.
La cuarta ola del feminismo en México toma como parteaguas el movimiento internacional #MeToo en 2017 con movilizaciones esporádicas, sumadas de las movilizaciones estudiantiles en el interior de la Universidad Nacional Autónoma de México a causa de 2 feminicidios de sus alumnas (Lesvi Berlin Osorio y Miranda Mendoza Flores), junto con denuncias contra el acoso de autoridades y profesores universitarios. 
En 2019 la oleada feminista que experimentaba la UNAM toma las calles debido a la movilización que se realizó para denunciar la violación de una joven a manos de un policía de la Ciudad de México, de ahí la campaña en redes sociales #NoMeCuidanMeViolan.

Pese a las crisis señaladas, la importancia que adquiere el feminismo en el continente se puede observar a  partir del constante incremento en la participación de mujeres en encuentros feministas internacionales que se realizan desde 1981 en distintos países de la región, así como de redes temáticas que se articulan internacionalmente (violencia, feminicidios, salud, medio ambiente, etc,)

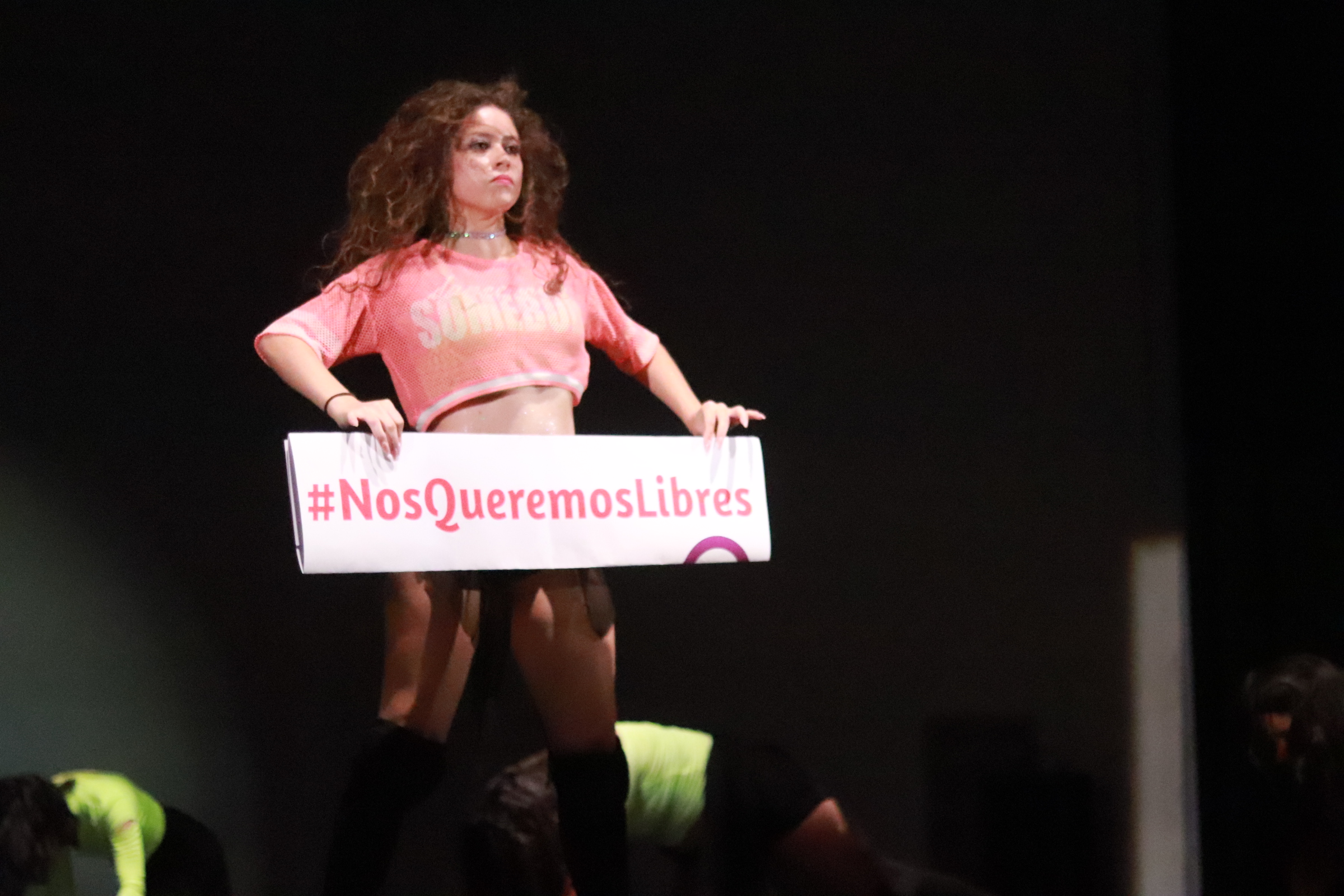
Danza de protesta

El desafío principal de los feminismos latinoamericanos hoy es encontrar estrategias adecuadas para articular sus luchas con las de otros movimientos más amplios, de mujeres, derechos humanos, etc, para impulsar las transformaciones que requiere la sociedad actual.

## Feministas mexicanas

### Historiadoras
- Julia Tuñón
- Ana Lau Jaiven
- Gabriela Cano Ortega
- Carmen Ramos Escandón
- Enriqueta Tuñón
- Patricia Galeana

### Activistas
- Jesusa Rodríguez
- Liliana Felipe
- Las Reinas Chulas
- Gabriela Rodríguez
- Marcela Rodríguez
- Nancy Cárdenas

### Escritoras
- Rosario Castellanos

### Antropólogas
- Marcela Lagarde
- Marta Lamas

### Filósofas
- Graciela Hierro
- Eli Bartra
- Ana María Martínez de la Escalera
- Sayak Valencia